# 殺菌灯

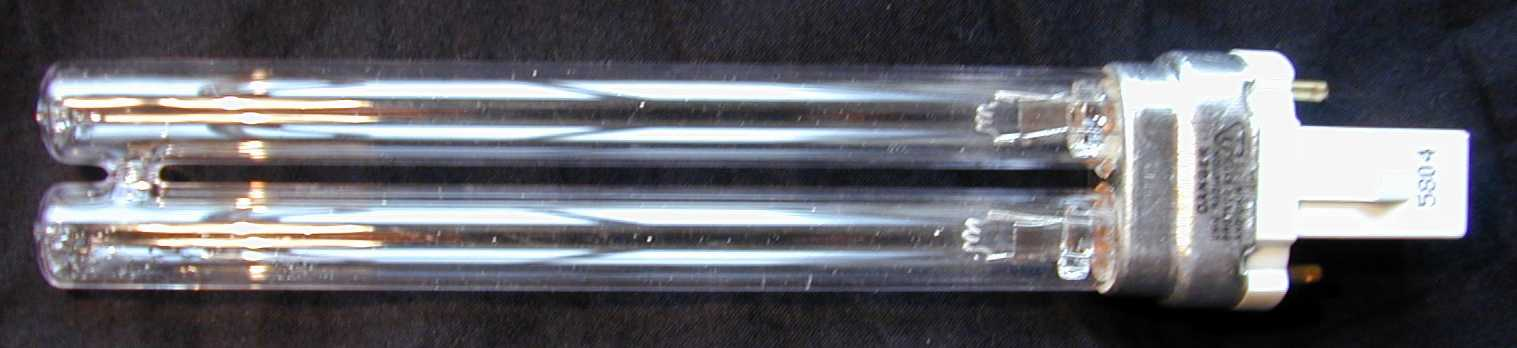
殺菌灯の一例
写真はGX24q口金のコンパクト型

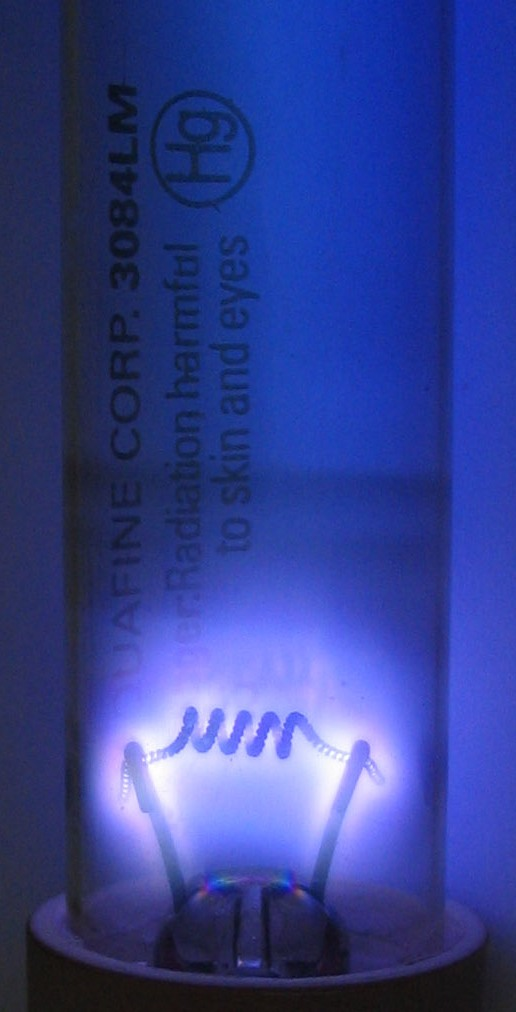
発光中の殺菌灯の例

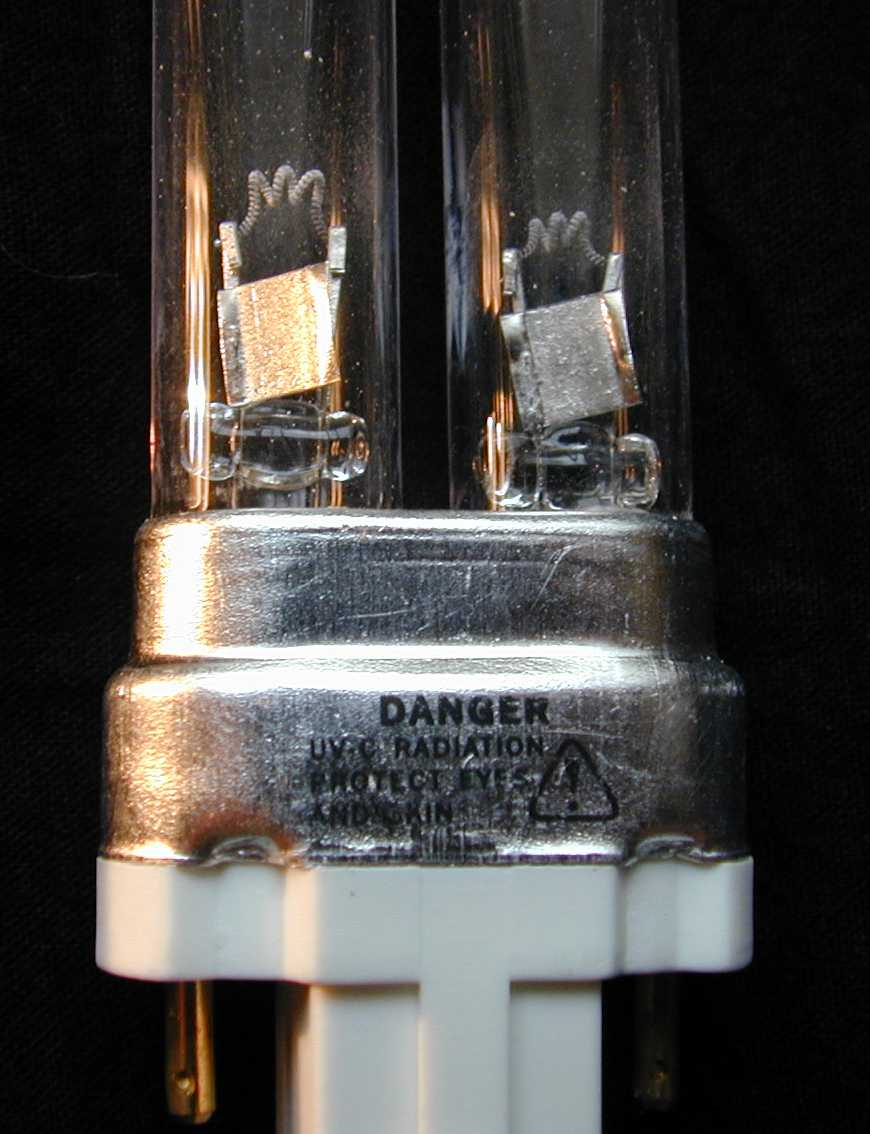
殺菌灯管の注意書きの例

殺菌灯（さっきんとう）は、殺菌力を持つ波長域の光線（殺菌線）を照射する光源の総称。
蛍光灯タイプのものが一般的。ガラス管の内側に蛍光物質を塗布していない蛍光灯と考えればよい。蛍光物質がないため、水銀の発光が可視光線に変換されることなく、そのまま外部に照射される。他にも水銀灯タイプのものや、エキシマランプ、発光ダイオード（LED）などの光源がある。
殺菌力を持つ波長域というのは紫外線のことを差す。水銀のスペクトル線のうち、253.7 nm付近（UV-C領域）のものが特に殺菌力が高い。菌細胞内の核酸へ作用し、DNAを損傷（チミン二量体を生成）することで殺菌効果を発揮する。この波長域の光線は一般のガラスでは吸収されてしまうため、殺菌灯の管には石英ガラスが使われる。
蛍光灯形の型番はGL-x（xはワット数で一般的に4ワットから40ワット程度まである）。器具は蛍光灯器具と同じであり、ランプを取り替えるだけで殺菌灯器具として利用できる。
DNAを損傷するので、人体にも有害であり、皮膚・目を傷害する。防護メガネの着用は必須で、肉眼で点灯中のランプを見るのは厳禁であり、また光線が皮膚にあたらないよう保護する必要がある。
ケミカルランプやブラックライトも紫外線を発するが、波長域の違いで殺菌灯とは呼ばない。

## 用途
- ハンドドライヤー
ちょうど設置する高さが子供の目線の高さになってしまう事もあり、現在は殺菌灯の採用例は少ない。
- 24時間風呂
レジオネラの繁殖防止のため、殺菌装置の1つとして装置内部に設置されているものがある。
- 飲食店、医療機関など
閉店後に点灯させて調理器具などを殺菌しておく。厨房自体を殺菌する大型の物が設置されている場合もある。営業中にも使えるものは、光源が直接目に入らないよう器具の上部のみが開口しており、便所、厨房、客席の天井付近に設置し、24時間稼働できる[2]。
- 靴の殺菌装置
水虫菌の繁殖防止のため、中に靴を入れて殺菌できる装置が発売されている。
- アクアリウム
水中に放電灯を設置し、紫外線を照射することで細菌や藻類、一部の寄生虫を殺し、さらに一部の有機物を分解することで水の透明度を高める効果もある。
- UV-EPROMのデータ消去
UV-EPROMデータ消去用機器の多くは、消去の際にチップに紫外線を照射するための紫外線源として殺菌灯を内蔵している。

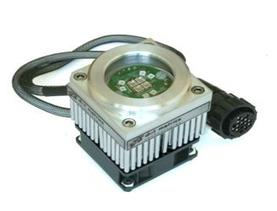
LED光源の殺菌灯ユニットの例。
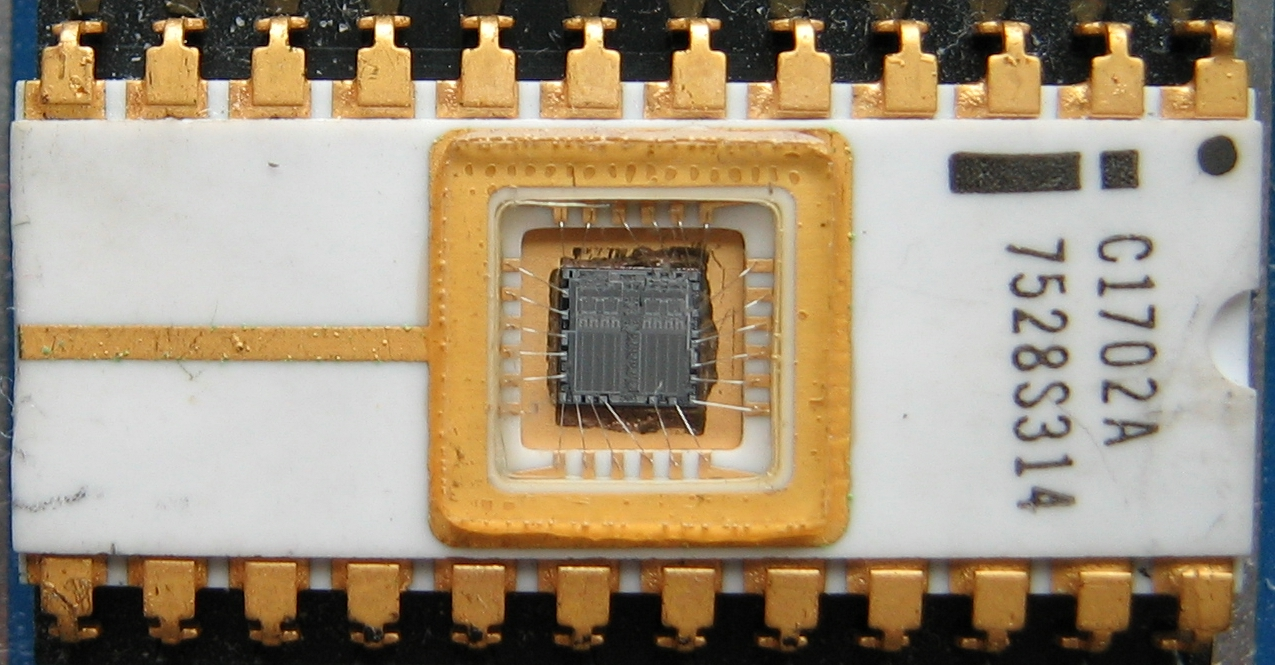
UV-EPROMの例。内部が見えている窓に紫外線を照射すると内容が消去される。